# Doué-en-Anjou
Doué-en-Anjou (doslova Doué v Anjou) je obec v departamentu Maine-et-Loire v západní Francii. Obec byla založená 30. prosince 2016 a sestává z bývalých obcí Brigné, Concourson-sur-Layon, Doué-la-Fontaine, Forges, Meigné, Montfort, Saint-Georges-sur-Layon a Les Verchers-sur-Layon.

## Počet obyvatel
Zdroj:
| Rok  | Počet obyvatel | ±%       |
| ---- | -------------- | -------- |
| 1968 | 9 248          | —        |
| 1975 | 9 297          | + 0,08 % |
| 1982 | 9 425          | + 0,20 % |
| 1990 | 10 079         | + 0,84 % |
| 1999 | 10 338         | + 0,28 % |
| 2007 | 10 576         | + 0,28 % |
| 2012 | 10 942         | + 0,68 % |
| 2017 | 11 005         | + 0,11 % |